# 야마야 요시타카
야먀야 요시타카(일본어: 山谷 祥生, 1992년 2월 15일 ~ ) 일본의 성우이다. 미야기현 출신으로 WITH LINE 소속이다.
성우가 되고 싶어 대학교를 중퇴한 후 애니메이션 학원 성우 탈렌트학과 졸업 2013년 섬란 카구라 괴리 B역으로 데뷔하였고, 2014년 일주일간 프렌드의 주인공 하세 유우키 역으로 첫 주연을 맡았다.

## 출연작
2013년
- 섬란 카구라 - 괴뢰B
- 기교소녀는 상처받지 않아 - 남학생B 남학생C

2014년
- 알드노아. 제로 - 미쿠니 오키스케
- 늑대소녀와 흑왕자 - 남학생
- selector infected WIXOSS - 남학생
- 다이아몬드의 에이스 - 타다노 이츠키
- 중2병이라도 사랑을 하고싶어 연 - 남학생
- 마법전쟁 - 아이바 츠가나시(어린시절), 남학생, 호흡 마법사
- Re:하마토라 - 히카루
- 일주일간 프렌드 - 하세 유우키

2015년
- 비색의 코코아 Rainy color에 어서오세요! - 코가 니콜라
- 암살교실 - 스기노 토모히토
- Charlotte - 중학생남자D
- 성 아랫마을의 단델리온 - 남학생
- 노라가미ARAGOTO - 타츠미
- 미리타리 - 야노 소헤이
- 레칸! - 야먀다 켄타

## Web애니메이션
- 모모쿠리 - 사와쿠치 리히토

## 게임
2013년
- 헤아맅테사 에프

2015년
- 아이돌마스터sideM - 아오이 쿄스케
- 암살교실 살선생님 대포위망!! - 스가노 토모히토
- 이케멘왕국~시간을 거스르는 사랑~ - 이시다 미츠나리
- 바리안도나이츠 - 아루스=아쿠라이토
- 겐지코이에마키 - 켄지
- 재배소년 - 아스토로
- 절대미궁~비밀의엄지공주 - 라스 크리스텐센
- 도단난무 - 아키타 토시로
- 회색도시의 32명의 용의자 - 灰賀剛
- 꿈왕자잠자는100인의 왕자님 - 쿠레토
- 메이플스토리 - 제이[1]

2016년
- 영어탐정미스테리어 - The Crown - 코바야시 세이지

## TV방송
- 모테후쿠
- 아니베마시테
- 니코니코생방송 요시마사세이고

## 라디오
- 야마야 요시타카의 산전수전(MTMR)

1. ↑  “2015年12月『メイプルのニコ生散歩路』放送日時のお知らせ” (일본어). 2015년 12월 9일. 2021년 1월 31일에 확인함.